# VOLATO Aeronaves e Compósitos
VOLATO Aeronaves e Compósitos SA ist ein brasilianischer Produzent von Leichtflugzeugen.

## Geschichte
Die beiden Gründer des Unternehmens Zizo Sola und Marcos Vilela arbeiteten in den 1990er-Jahren in den USA mit Richard Allen Trickel Jr. zusammen. Richard Allen Trickel Jr. war der Konstrukteur bzw. geistige Vater der Flugzeuge KIS 2, KIS 4, KIS Cruiser, Super Pulsar und Pulsar Super Cruiser von denen mehr als 300 Exemplare gebaut wurden. Aus der Zusammenarbeit entstand die Idee, eine experimentelle Flugzeugfabrik in Brasilien zu gründen. Gemeinsam entwickelte man zuerst die Volato 400, ein moderner Viersitzer aus Verbundwerkstoffen. Derzeit arbeitet man an der Weiterentwicklung der Maschine, der Volato 200, einem Zweisitzer. Zudem produziert das Unternehmen Kompositteile für Embraer.

## Produkte
- Volato 400
- Volato 200